# Rue des Tourneurs (Toulouse)
Pour les articles homonymes, voir Rue des Tourneurs.
La rue des Tourneurs (en occitan : carrièra dels Tornejaires) est une voie de Toulouse, chef-lieu de la région Occitanie, dans le Midi de la France. 

## Situation et accès

### Description
La rue des Tourneurs est une voie publique. Elle relie le quartier des Carmes, au sud, au quartier du Capitole, au nord.
Elle naît à l'angle nord-ouest de la place Rouaix, au croisement de la rue de la Trinité. Elle reçoit une rue innominée, à droite avant de croiser la place Étienne-Esquirol. Elle se termine au croisement des rues Peyras (no 28) et Genty-Magre (no 2). Elle est prolongée au nord par la rue Baronie jusqu'à la petite place des Puits-Clos.
La chaussée ne compte qu'une seule voie de circulation automobile en sens unique, de la rue Baronie vers la place Étienne-Esquirol, puis de cette place vers la place Rouaix. Elle appartient à une zone de rencontre et la vitesse y est limitée à 20 km/h. Il n'existe pas de bande, ni de piste cyclable, quoiqu'elle soit à double-sens cyclable.

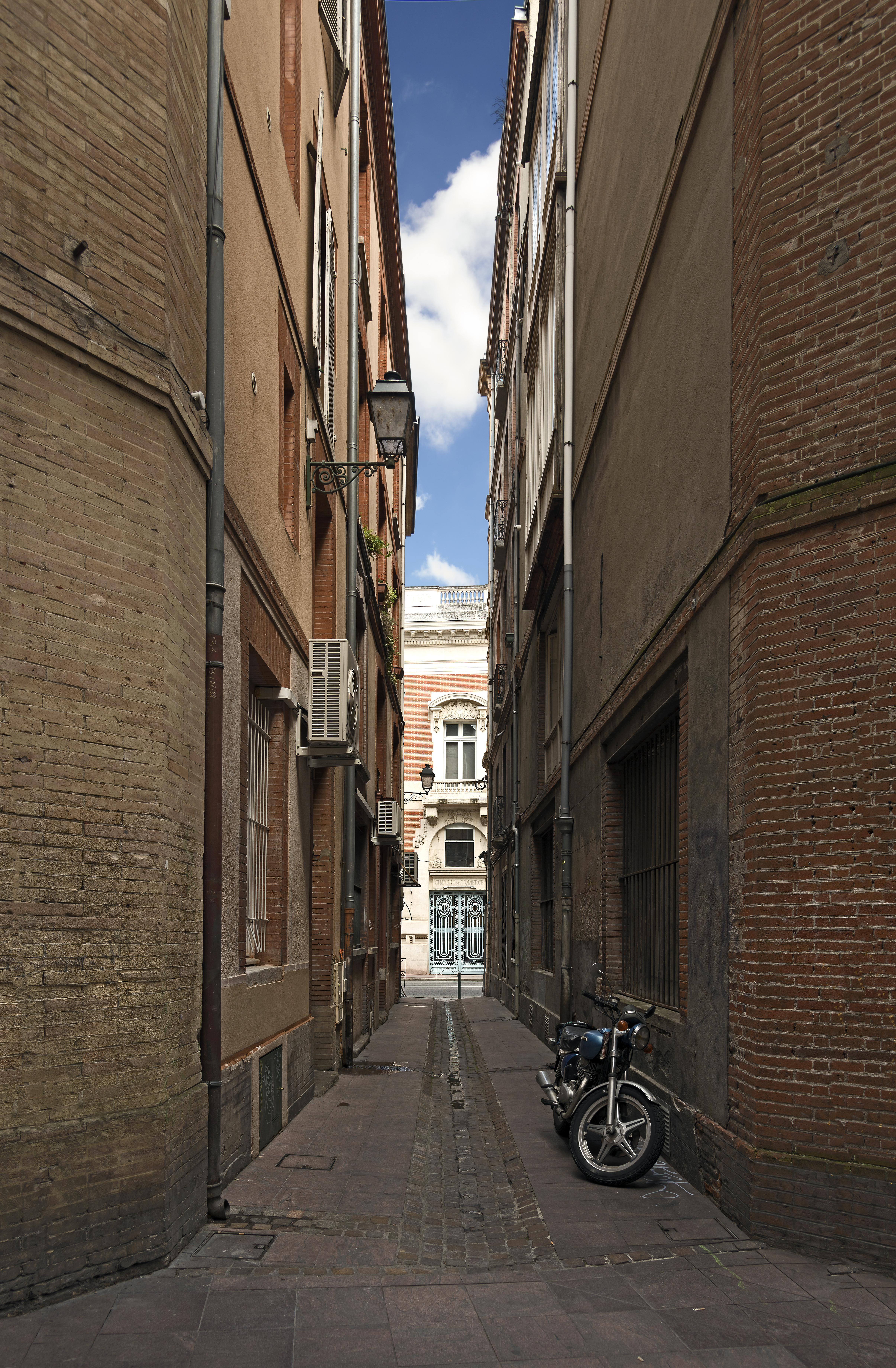
Voie innominée (« rue du Sac ») face à l'hôtel de Ciron-Fumel.
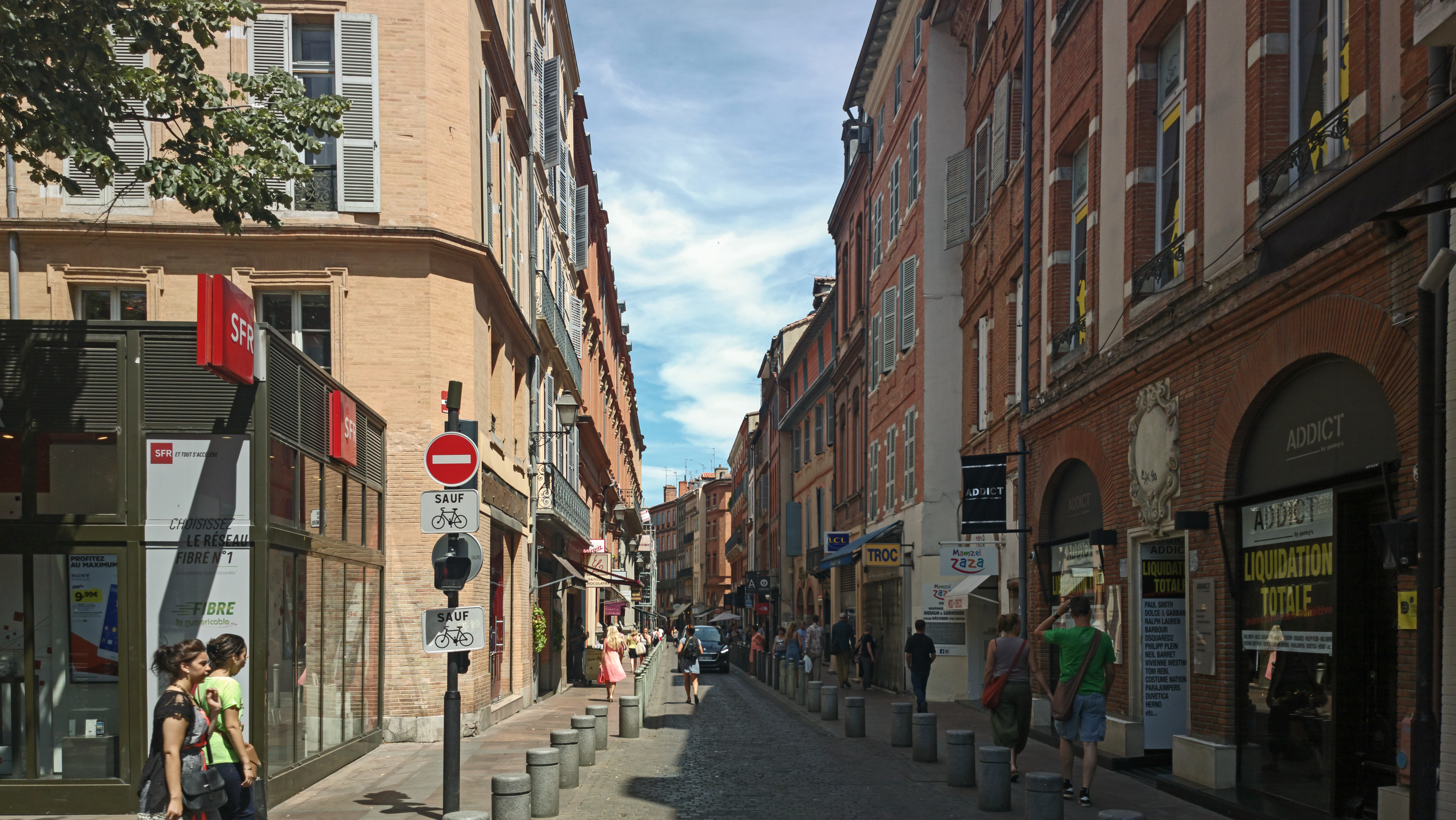
La rue des Tourneurs vue depuis la place Étienne-Esquirol jusqu'à la rue Baronie.

### Voies rencontrées
La rue des Tourneurs rencontre les voies suivantes, dans l'ordre des numéros croissants (« g » indique que la rue se situe à gauche, « d » à droite) :
1. Rue de la Trinité (g)
2. Place Rouaix (d)
3. Rue du Sac ou impasse des Tourneurs (voie innominée entre la rue des Tourneurs et la rue d'Alsace-Lorraine) (d)
4. Place Étienne-Esquirol
5. Rue Peyras (g)
6. Rue Genty-Magre (d)

### Transports
La rue des Tourneurs n'est pas directement desservie par les transports en commun Tisséo. Elle traverse cependant la place Étienne-Esquirol où se trouvent la station Esquirol, sur la ligne de métro , ainsi que les arrêts des lignes de Linéo L4 et de bus 44.
Les stations de vélos en libre-service VélôToulouse les plus proches sont les stations no 10 (15 place Étienne-Esquirol) et no 25 (1 rue des Tourneurs).

## Odonymie
La rue tire son nom des artisans tourneurs, en raison de l'industrie des bois tournés qui s'y est développée à la fin du XVIIe siècle et y a perduré jusqu'au début du XXe siècle.
Au Moyen Âge, le premier tronçon, entre la place Rouaix et l'ancienne rue de la Colombe (actuelle place Étienne-Esquirol), s'appelle rue des Almussiers, c'est-à-dire des fabricants d'aumusses, cette coiffure portée par les hommes comme par les femmes au Moyen Âge. Pour Jules Chalande, il s'agissait de la rue des Armusiers, c'est-à-dire des armuriers, artisans fabricants d'armes, mais cette hypothèse a été rejetée par Pierre Salies. Vers la fin du XVe siècle, elle prend également le nom de rue des Grazaliers, car les fabricants de « grazals » (grasal, « auge de bois » en occitan médiéval) ont remplacé les almussiers. À la fin du XVIIe siècle, elle conserve ces noms tout en recevant aussi celui de rue des Tourneurs. En 1794, pendant la Révolution française, elle est renommée rue de la Constitution, sans que le nom subsiste.
Le seconde partie de la rue, entre la rue de la Colombe et la rue Peyras, porte plusieurs noms au Moyen Âge. Au XIVe siècle, c'est la rue des Pourpointiers ou de la Pourpointerie, d'après les fabricants de pourpoints, mais aussi la rue de Misser-Galvant, Galban ou encore Galvaing, probablement du nom d'un individu d'origine anglaise. Dans la seconde moitié XVIe siècle, la rue prend le nom de rue de la Véronique, de la Varonique ou Baronique, du nom de l'auberge de la Véronique : ce nom, transformé en Baronie, a d'ailleurs donné son nom à l'actuelle rue Baronie qui prolonge la rue des Tourneurs. En 1794, pendant la Révolution française, elle fut rebaptisée rue du Salut-Public.
En 1806, l'ensemble des deux rues reçut officiellement le nom de rue des Tourneurs.

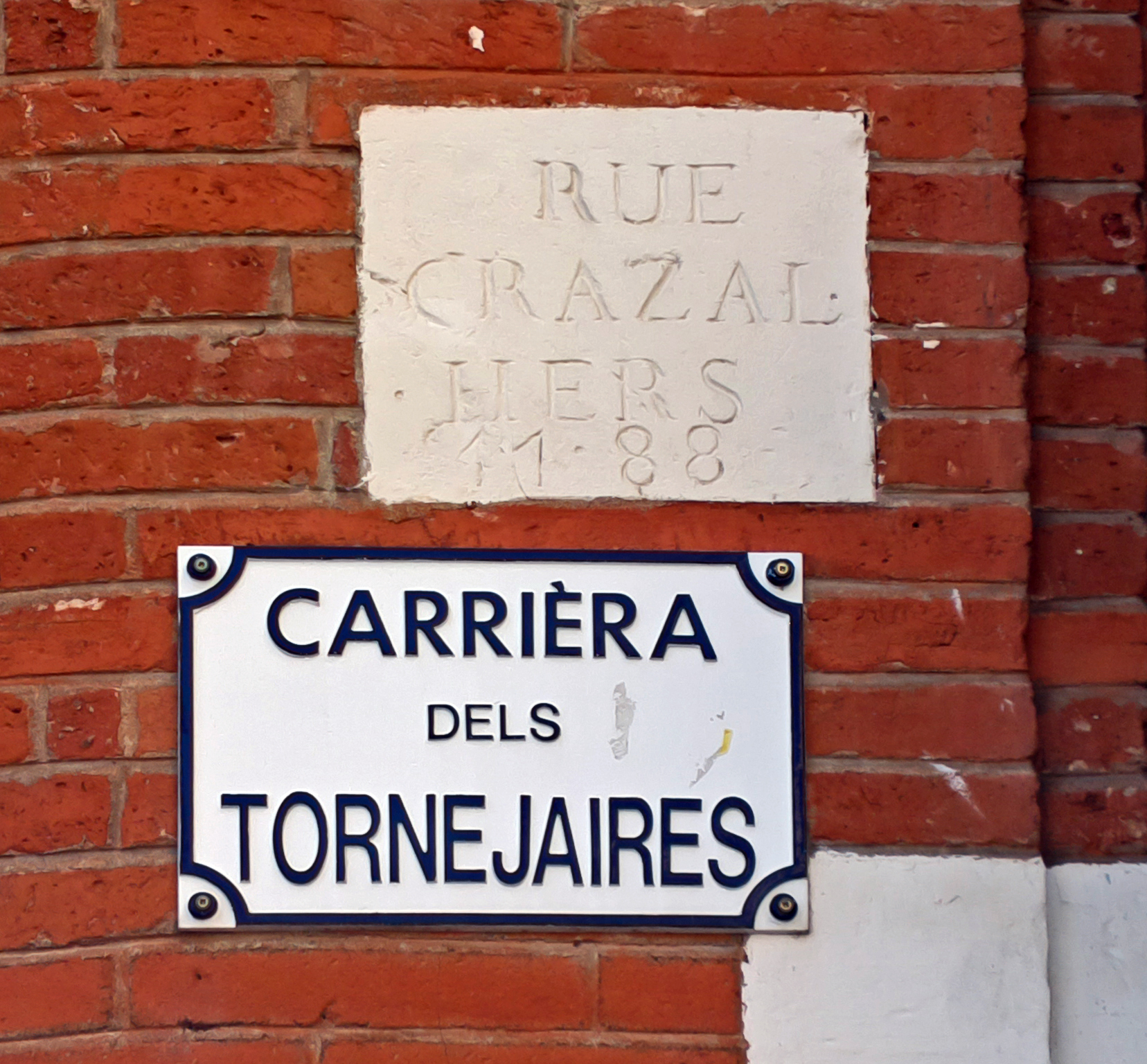
Pierre de rue "Rue Grazalliers - 1788".
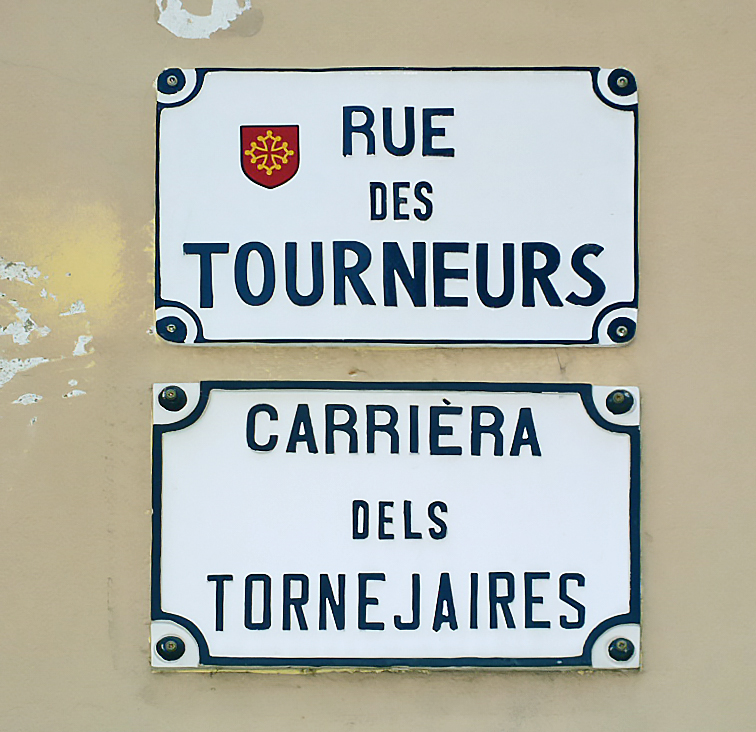
Plaques de rue en occitan et français.

## Histoire

### Moyen Âge et période moderne
Au Moyen Âge, la rue des Tourneurs appartient au capitoulat de la Pierre. C'est une rue importante et animée, qui profite de la proximité de la Grand-rue, qui relie la place du Salin au marché de la Pierre, le principal marché de la ville (emplacement de l'actuelle place Étienne-Esquirol), et de la rue Peyras, qui relie la porte Saint-Étienne, à l'est, au pont de la Daurade, à l'ouest. Elle délimite à l'est le vaste quartier des drapiers, qui occupe le cœur de la ville à la fin du Moyen Âge. La population de la rue est composée d'artisans : au XIVe siècle, on trouve des almussiers, fabricants d'aumusses, au nord de la rue, et des pourpointiers, fabricants de pourpoints, au sud,.
Les premiers bâtiments du couvent des Augustins – en particulier l'église – sont construits entre 1310 et 1341 sur la rue Peyras (actuelles rues Genty-Magre et Antonin-Mercié). Il se développe au cours du XIVe siècle, puis du XVe siècle, jusqu'à occuper tout le moulon délimité par la rue Peyras au nord, la rue des Banniers (actuelle rue des Arts) à l'est, la rue de la Colombe (actuelle rue de Metz) au sud, et la rue des Pourpointiers à l'ouest. Les rues de la Colombe et des Pourpointiers ne sont cependant pas bordées par le couvent lui-même, mais par des maisons qui lui appartiennent et qui sont mises en location, tel le Four des Augustins (ancien no 30), loué à un boulanger qui avait la charge de faire cuire le pain du couvent. C'est également dans la rue des Pourpointiers que le couvent a son entrée principale (emplacement de l'actuel no 42). Une autre entrée se trouve au bout d'une impasse, connue comme l'impasse des Augustins, qui naît dans la rue des Pourpointiers (entre les no 30 et 32) et aboutit au sud du grand cloître.
On compte aussi des auberges : au XVe siècle s'implante, au carrefour de la rue des Pourpointiers et de la ruelle de la Véronique, une auberge réputée, le Logis de la Véronique. L'auberge est cependant déplacée, vers 1550, au niveau du no 37 rue des Tourneurs (aujourd'hui démoli). À la fin du XVe siècle existait également le Logis de la Clef, installé entre le no 7 de la place de la Trinité et le no 5 de la place Étienne-Esquirol : c'était alors une des auberges à enseignes privilégiées.
Après l'incendie du 7 mai 1463, qui est extrêmement destructeur dans le quartier et malgré les interdictions des capitouls, le bois reste encore utilisé dans la construction des maisons, jusqu'au XVIIe siècle (actuels no 3 et 5 ; no 54). La tradition commerçante se poursuit : les grazaliers, artisans spécialisés dans la fabrication de « grasals », des auges en bois (grasal ou grazal en occitan) sont de plus en plus nombreux à cette époque près de la place Rouaix. Mais l'ampleur des destructions permet également aux riches marchands de réunir de vastes emprises foncières pour faire bâtir leurs hôtels particuliers. À la fin du XVe siècle, le capitoul Pons Imbert fait construire un hôtel avec sa tour capitulaire (actuel no 9), qui a une deuxième entrée sur la rue de la Trinité (actuel no 21). En 1550, la rue est à nouveau ravagée par un grand incendie : des maisons antérieures, seule celle de Pons Imbert subsiste encore ainsi que le no 15,. La construction d'hôtels particuliers se poursuit au siècle suivant : en 1621-1622, la famille Desplats, seigneurs de Gragnague, se fait bâtir le plus bel hôtel de la rue des Pourpointiers (actuel no 45).
À la fin du XVIIe siècle, les premiers artisans spécialisés dans le tournage sur bois s'installent entre la rue de la Colombe et la place Rouaix, dans la vieille rue des Grazaliers. Le succès de leur industrie les amène à occuper la plupart des boutiques.

### Époque contemporaine
Au XIXe siècle, la rue des Tourneurs se transforme. Les projets de réalignement des façades et d'élargissement des rues, dans la première moitié du XIXe siècle, visent à moderniser le centre ancien. Progressivement, plusieurs immeubles sont reconstruits pour être mis à l'alignement de 8 mètres (actuels no 39, 43 à 47 ; 20, 40, 50 et 52). C'est dans ce contexte de renouvellement de l'habitat que le vieil hôtel Desplat est remanié en 1848 pour M. Sipière, qui lui fait adjoindre une nouvelle façade monumentale de style néo-classique sur la rue des Tourneurs. Les travaux se poursuivent dans la deuxième moitié du XIXe siècle, lorsque des travaux sont engagés, entre 1863 et 1865, afin d'élargir la place Étienne-Esquirol, puis entre 1868 et 1873, lors du percement des rues Longitudinales (actuelle rue d'Alsace-Lorraine) et Transversale (actuelle rue de Metz). Plusieurs immeubles des côtés ouest et est de la rue des Tourneurs sont démolis, comme le Logis de la Véronique (ancien no 37), qui fait partie des maisons disparues, tandis que de nouveaux immeubles de style haussmannien sont élevés (actuels no 17, 25, 39 et 41 ; no 2, 24, 34 et 42). Plusieurs architectes toulousains réputés interviennent sur plusieurs de ces chantiers, tels Achille Ambialet (actuel no 16) et Alexandre Laffon (actuels no 10, 12 et 14).
La rue conserve une importante activité artisanale, en particulier celle des tourneurs de bois, dont l'activité est encore très présente dans toute la rue. Elle se diversifie cependant, avec l'ouverture de cafés, parmi lesquels le Père Louis, ouvert en 1889. C'est dans une des boutiques voisine que s'installe la première librairie Privat en 1850.

## Patrimoine et lieux d'intérêt

### Hôtels particuliers

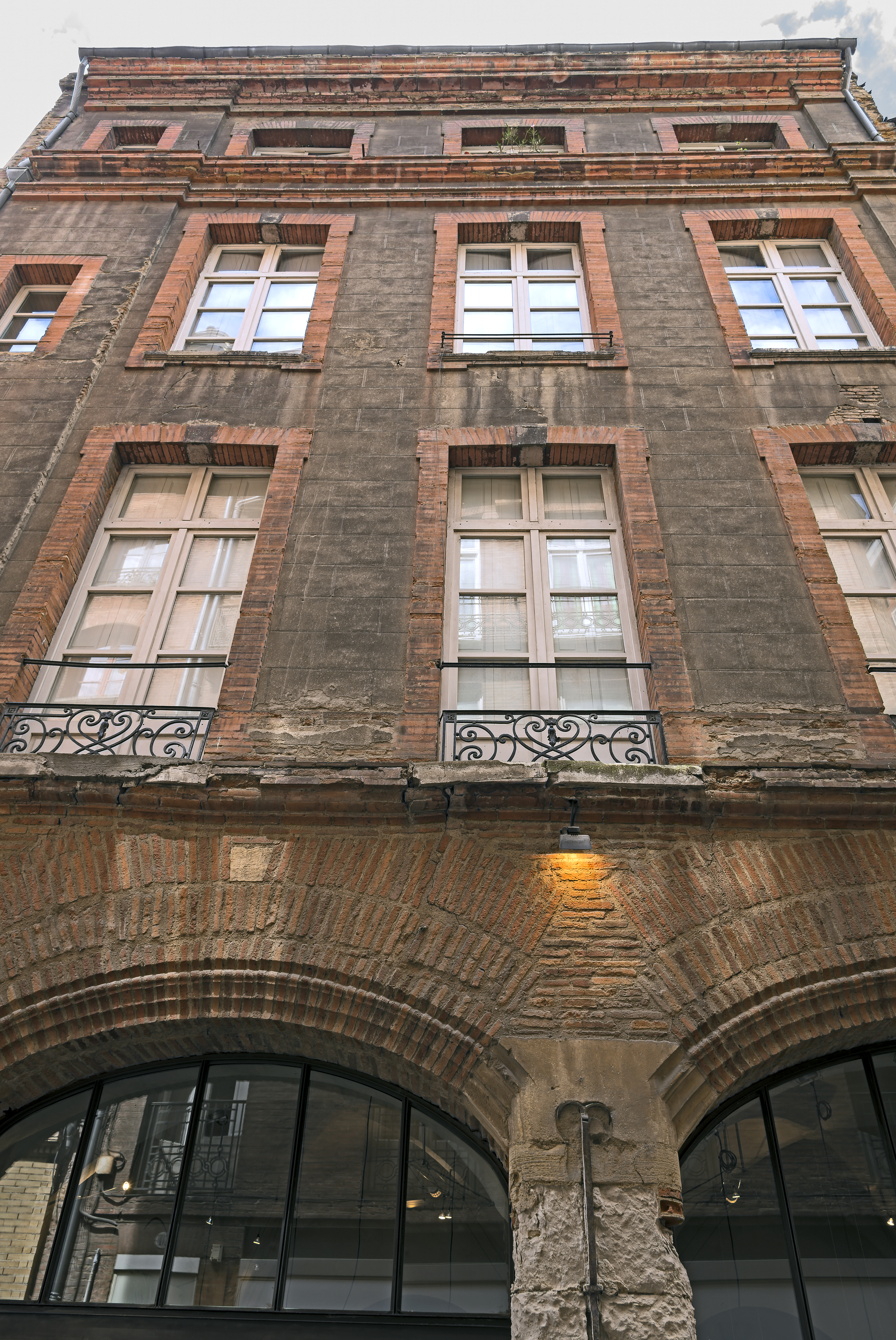
no 9 : façade de l'hôtel du capitoul Pons Imbert.

- no  9 : hôtel du capitoul Pons Imbert. 
L'immeuble s'élève sur deux étages et un niveau de mirandes, et compte quatre travées. Il a appartenu au marchand Pons Imbert, capitoul en 1510-1511 et en 1524-1525, qui possédait aussi la maison du no 21 rue de la Trinité. Le rez-de-chaussée en maçonnerie de brique, datant de la fin du XVe siècle, a résisté à l'incendie de 1550. Sur la rue, deux voûtes forment les arcades de la boutique. Elles donnent accès à une vaste salle dotée d'une grande voûte avec liernes et tiercerons. Les étages ont été reconstruits au XVIIIe siècle. Les fenêtres rectangulaires du 1er étage ont des garde-corps en fer forgé. L'élévation est couronnée d'une corniche moulurée. 
La porte latérale s'ouvre sur le côté gauche et donne accès à un couloir d'entrée qui présente une série de voûtes à quatre arêtes, dont les nervures reposent sur de larges culots chargés de feuilles d'acanthe, de chardons, de choux frisés, de targes et d'écussons, dont certains sont soutenus par des anges ou des animaux fantastiques. Dans la cour, au 1er étage, une galerie sur consoles de pierre faisait communiquer ce corps de logis avec la tour gothique et le corps de logis de la rue de la Trinité no 21[15].

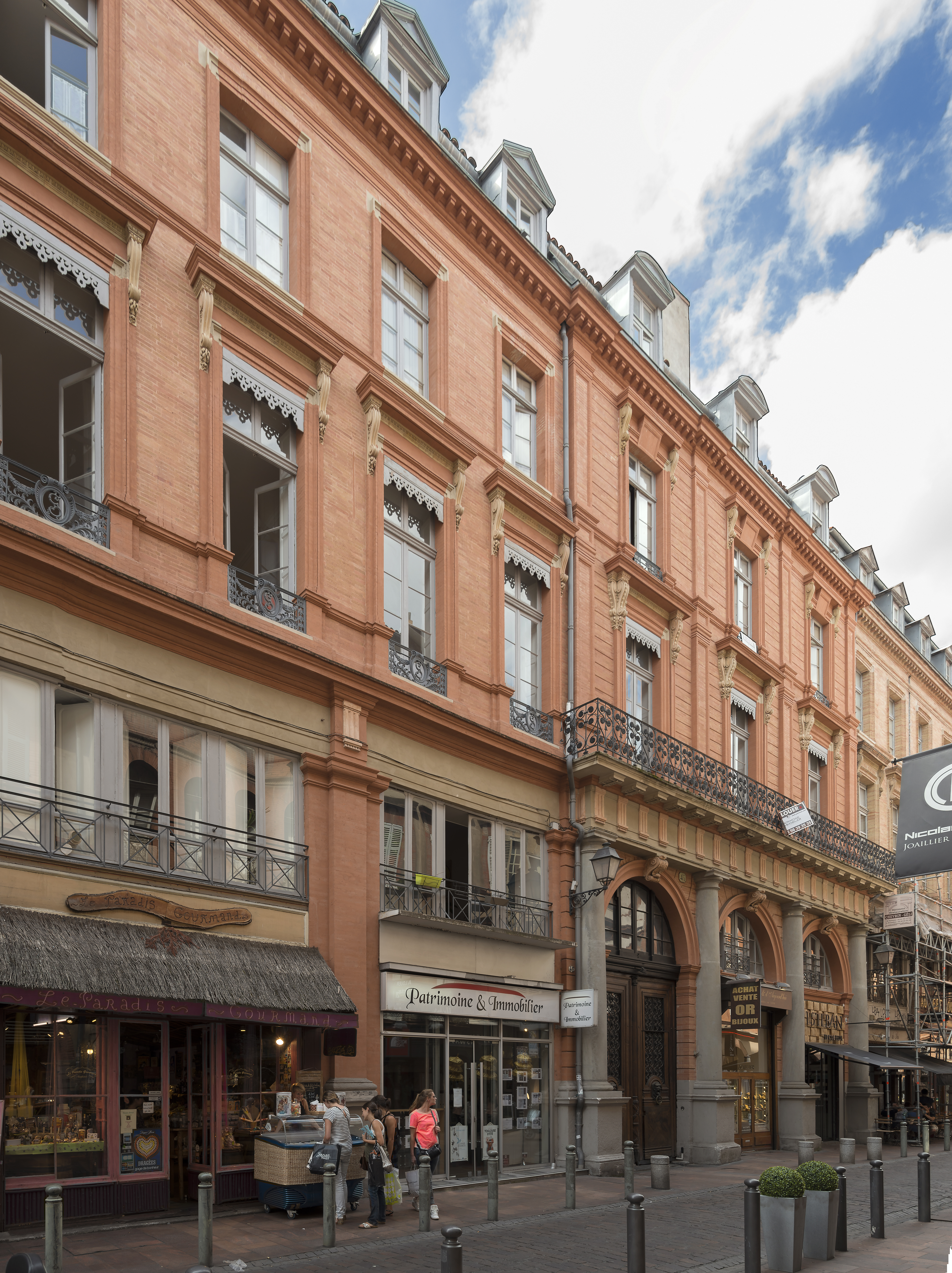
no 45 : façade de l'hôtel Sipière.

- no  45 : hôtel Desplats-Palaminy (1621-1622, façade de 1848).  Inscrit MH (1925, façade sur l'impasse Saint-Géraud ; façades et toitures sur rue et sur cour ; porche, vestibule, escalier et sa cage ; caves et appartements décorés du premier étage)[16]. 
Donnant sur l'impasse Saint-Géraud, l'hôtel Desplats date du XVIIe siècle. Il a été englobé dans un édifice construit pour M. Sipière dans la seconde moitié du XIXe siècle. Ce dernier a fait édifier une nouvelle façade monumentale sur la rue des Tourneurs par l'architecte Louis Delor de Masbou[17].

### Immeubles en corondage
- no  3 : immeuble en corondage. 
L'immeuble est construit au XVIe ou au XVIIe siècle. Le poitrail, soutenu par des piliers en bois, est surmonté de solives et de la sablière de plancher. Aux étages, le pan de bois est à grilles et décharges, hourdé de brique, mais largement masqué par l'enduit qui le couvre. Les fenêtres ont des appuis moulurés en bois dont les formes se rapprochent du XVIe siècle, et qui ont pour certains été coupés, marquant une reprise des ouvertures aux siècles postérieurs. Le dernier niveau de comble ouvert a été fermé et aménagé[18].

- no  3 bis : immeuble en corondage. 
L'immeuble, construit au XVIIIe siècle, présente une étroite façade d'une seule travée. Le pan de bois est à grille, hourdé de brique. Aux 1er et 2e étages, les fenêtres segmentaires sont surmontées d'une fine corniche moulurée. Le dernier niveau de comble ouvert a été fermé et aménagé[19].

- no  5-7 : immeuble en corondage[20].
- no  11 : immeuble en corondage[21].

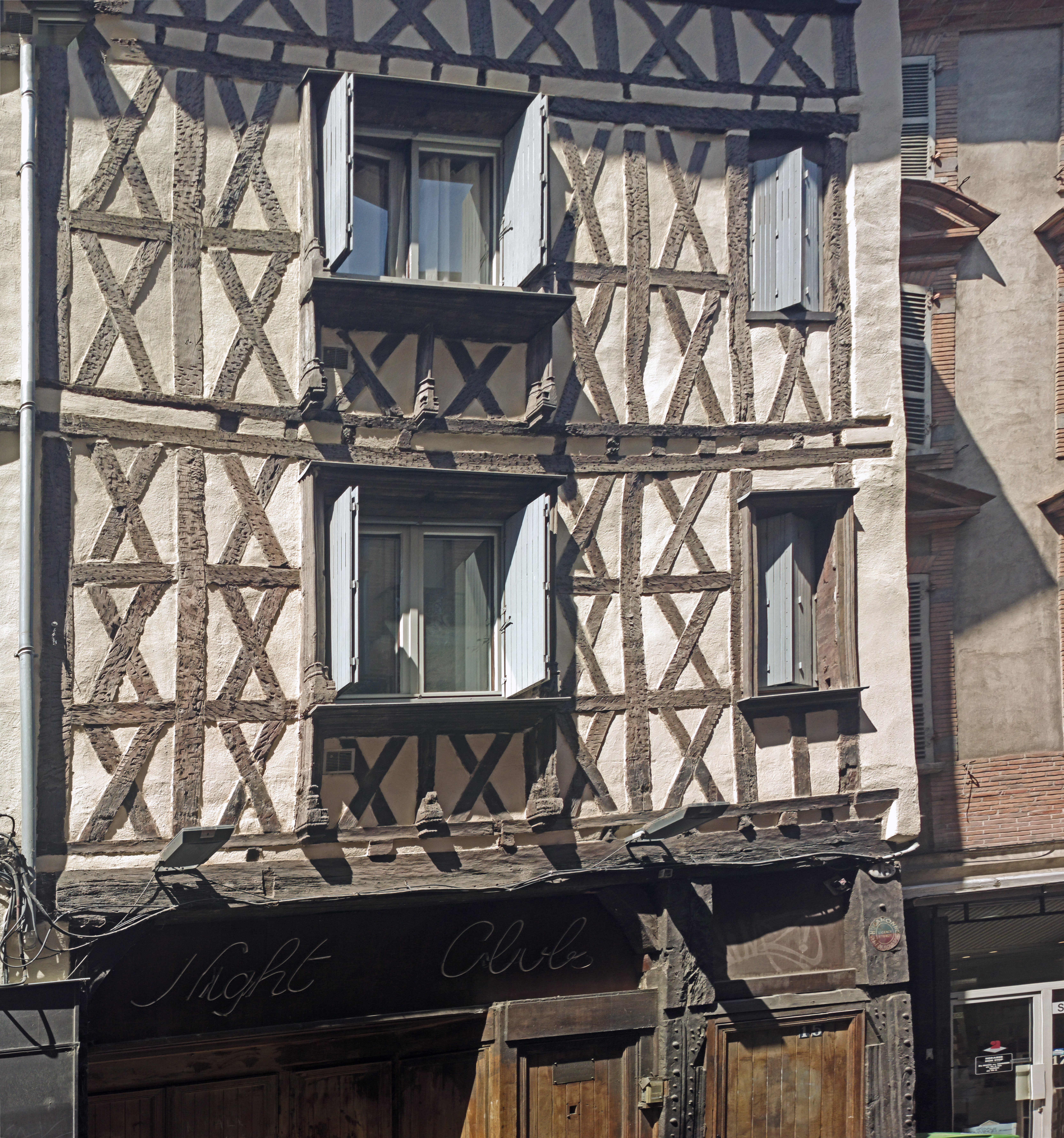
no 15 : façade de la maison du capitoul Jean-François de Ramondy.

- no  15 : maison du capitoul Jean-François de Ramondy. 
L'immeuble est construit à la fin du XVe siècle, peut-être pour Guilhem Sallas qui en est propriétaire en 1478. Il n'a sur la rue qu'une étroite façade en corondage, épargnée par l'incendie de 1550, qui ne compte que deux travées et s'élève sur deux étages avec un comble à surcroît ouvert de mirandes et surmonté d'un avant-toit. Le rez-de-chaussée est formé par une structure en bois. La porte latérale s'ouvre à droite et conserve ses piédroits moulurés, ainsi que la trace du linteau d'origine, formé d'un arc en accolade, aujourd'hui disparu. Au premier et au second étages, les grandes fenêtres de style gothique ont des piédroits en forme de colonnettes qui se poursuivent sur l'allège. La cour intérieure a été remaniée au milieu du XVIIe siècle pour Jean-François de Ramondy, capitoul en 1638-1639 et en 1647-1648. Sur tout le côté ouest, face à la porte d'entrée, s'étendent des galeries en charpente, reliées à chaque étage par un escalier à double volée. Sur les côtés sud et est, l'étage supérieur est ajouré de mirandes. Les caves sont voûtées en berceau et conservent les vestiges d'un bâtiment antique[22].

- no  19 : immeuble en corondage. 
L'immeuble s'élève sur trois étages et ne compte que trois étroites travées. Les étages ont été reconstruits dans la deuxième moitié du XVIIIe siècle. Les fenêtres rectangulaires des étages sont couronnés d'une corniche et, pour les fenêtres latérales d'un fronton. Au XIXe siècle, le balcon du premier étage et les fenêtres centrales des deuxième et troisième étages ont reçu des garde-corps en fer forgé. Dans la cour, un escalier extérieur en ferronnerie de la même époque dessert les étages[23].

- no  21 : immeuble en corondage[24].
- no  54 : immeuble en corondage[25].

### Autres immeubles
- no  1 : immeuble. 
L'immeuble, à l'angle de la rue de la Trinité (actuel no 25), bénéficie d'un emplacement remarquable, face à la place Rouaix. Il s'élève sur cinq niveaux – rez-de-chaussée, entresol et trois étages – et possède sur la rue des Tourneurs deux travées. Aux étages, les fenêtres sont inscrites dans un encadrement rectangulaire et sont séparées par des tables. Au 1er étage, elles ont des garde-corps en fer forgé à motifs géométriques[26].

- no  22 : immeuble. 
L'immeuble, qui présente sur la rue des Tourneurs une façade de style néoclassique, est élevé dans la deuxième moitié du XVIIIe siècle. Aux étages, les fenêtres sont mises en valeur par un chambranle à ressaut. Celles du 1er étage ont des garde-corps en fer forgé à motifs géométriques. L'élévation est couronnée par une corniche à modillons[27].

- no  36 : immeuble[28].
- no  38 : immeuble[29].
- no  58 : immeuble[30].